# Lång dvärgblomfluga
Lång dvärgblomfluga (Neoascia annexa) är en tvåvingeart som först beskrevs av Cornelius Herman Muller 1776.  Lång dvärgblomfluga ingår i släktet dvärgblomflugor, och familjen blomflugor.
Artens utbredningsområde är Danmark. Arten är reproducerande i Sverige. Inga underarter finns listade i Catalogue of Life.